# خيتهورن
خيتهورن (بالهولندية: Giethoorn) هي قرية هولندية تقع في مقاطعة أوفرايسل تبعد حوالي 5 كم جنوب غرب مدينة ستينويك، وهي تشبه إلى حد كبير مدينة البندقية (فينيسيا) في إيطاليا، لذلك يُطلق عليها: «البندقية الهولندية» أو «بندقية الشمال» ويبلغ طول القنوات المائية بها ثمانية كيلومترات، ويمر عليها نحو خمسين جسراً من الخشب.
جميع القنوات في القرية لا يتعدى عمقها متراً واحداً، ونظراً لتداخلها فقد وُلدت العديد من الجزر أقيمت عليها بيوت سكنية، وتم ربطها ببعض عن طريق جسور خشبية جميلة.
حيث تنعدم فيها الطرقات العادية ويستخدم سكانها وسائل النقل المائية للانتقال بين قنواتها العديدة والمتقاطعة.
ويوجد لكل بيت في القرية قارب خاص كبديل عن السيارة، أشهر هذه القوارب ما يعرف بقارب الهمس (whisper boat) وسُمِّي كذلك لأنه لا يصدر إزعاجًا، حيث يعمل بمحرك كهربائي لا يعكر هدوء القرية.

## الإنشاء
أنشأتها بعض القبائل القادمة من منطقة البحر المتوسط حوالي عام 1230م واشتهرت منذ القرن الثامن عشر، وذاع صيتها منذ عام 1958م حيث كانت موقع تصوير الفيلم الهولندي الشهير فان فير.

## التسمية
كانت هذه القرية قبل تحولها لمكان سياحي شهير مجرد قرية صغيرة يسكنها مزارعون، وفي سنة 1170م غطاها فيضان هائل أودى بحياة جميع الحيوانات والماشية، حتى بدت قرون تلك الحيوانات طافية على سطح الماء، وبالتالي أطلقوا عليها اسم (Geytenhorn) ومعناها بالهولندية: قرن الماعز، ثم أصبحت في وقت لاحق: (Geythorn) وبمرور الوقت تغير الاسم إلى (Giethoorn) ليسهل نطقها.

## السياحة
ما يجذب إلى هذه القرية ممراتها وقنواتها المائية التي ينتقل السياح داخلها بواسطة قوارب متعددة الأنواع، كما يوجد أنواع مختلفة من القوارب؛ منها المغطى بسقف ليتجول بالسياح في حالة سقوط الأمطار يطلق عليها: (Covered Boats) وهناك أيضاً قوارب البونت وكياك وكانوي.
ومن أبرز الأماكن التي يقصدها السياح هو مكان تاريخي (يُسمى: Olde Maat Uus) وهو عبارة عن مزرعة قديمة بها حيوانات كثيرة، بالإضافة للمحلات والمطاعم المطلة على القنوات المائية، من أشهرها: De Molenmeester ومطعم: De Lindenhof الموجود داخل بيت ريفي وحوله حدائق كثيرة.

## معرض الصور

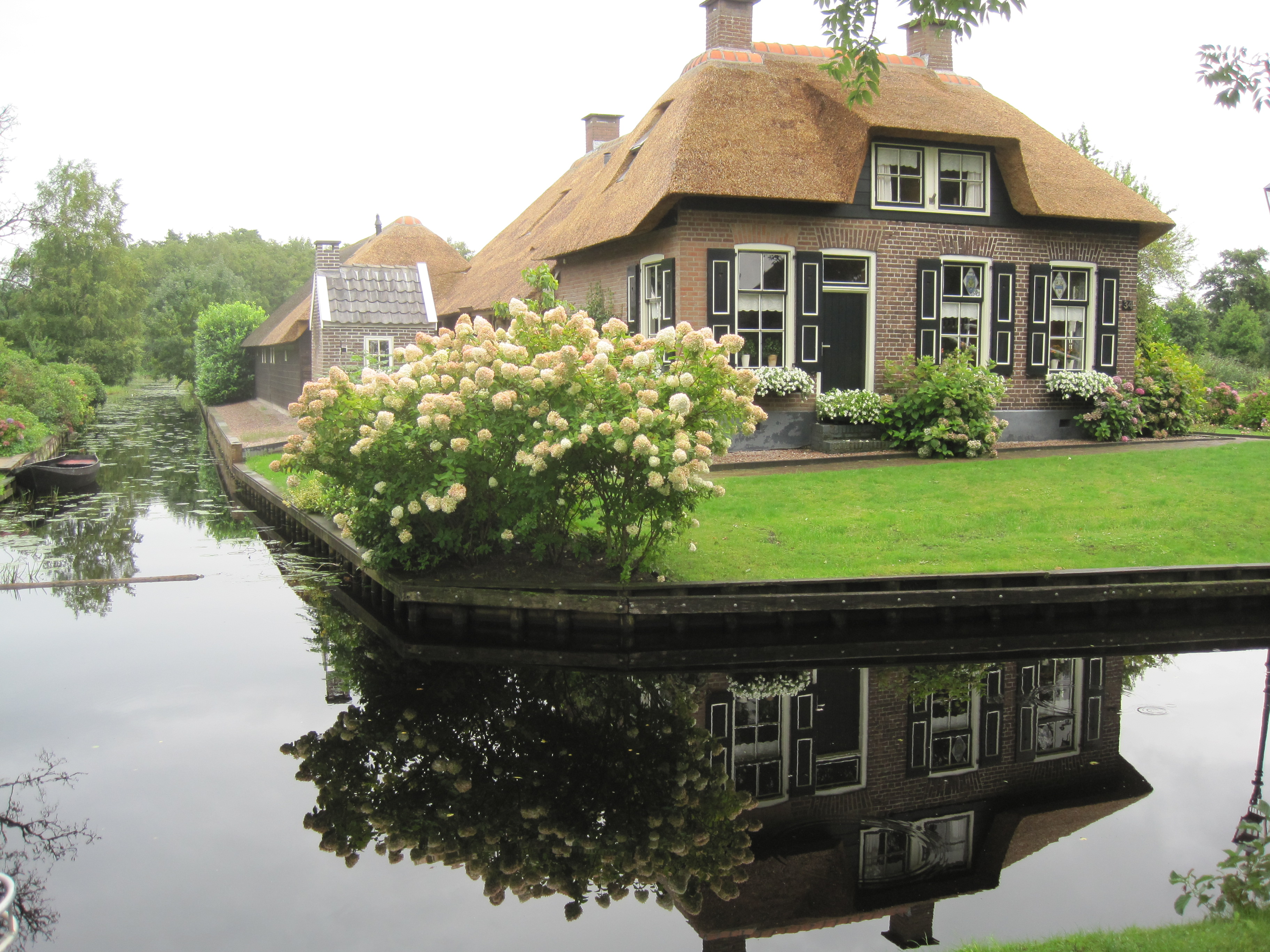
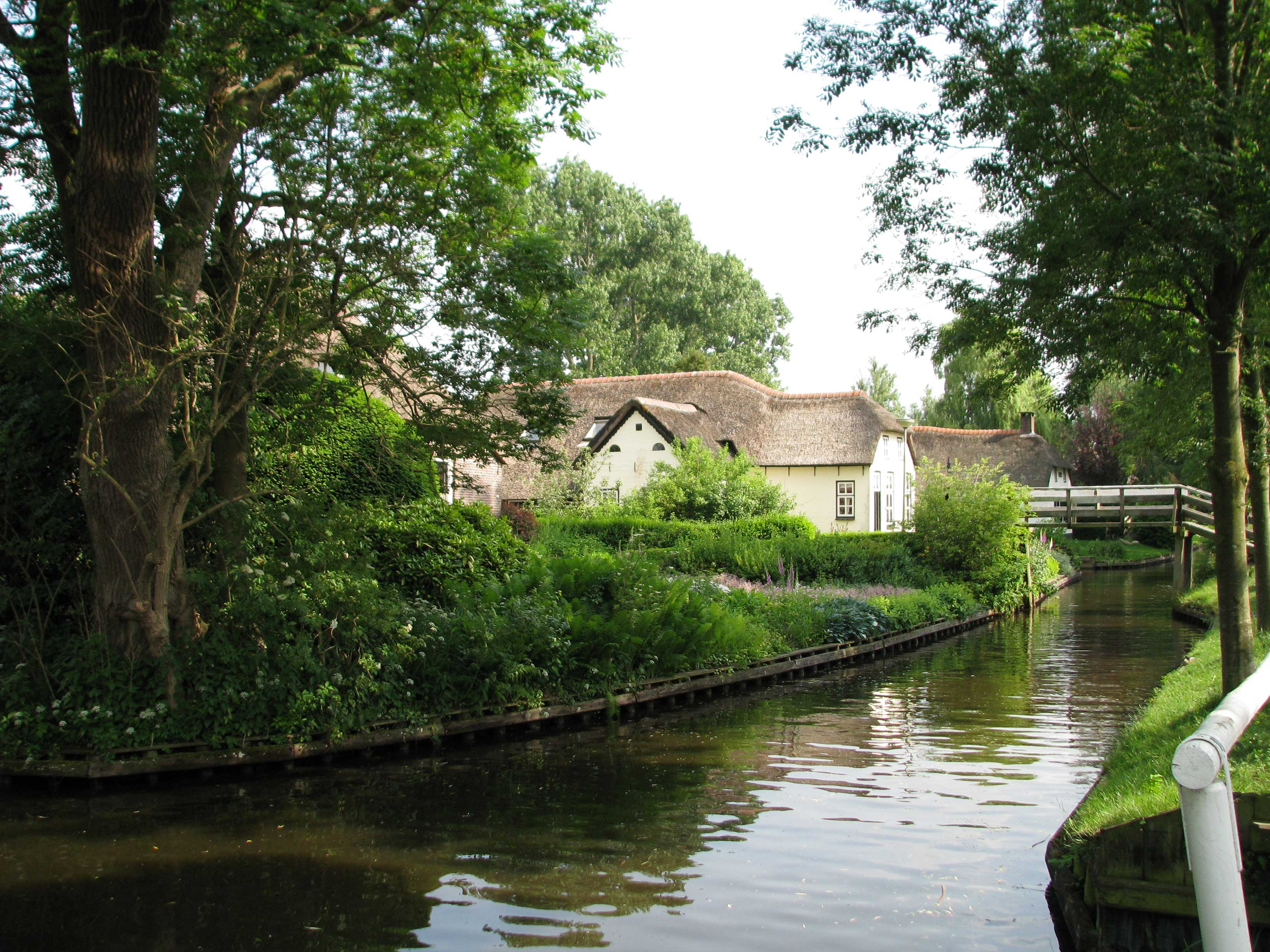
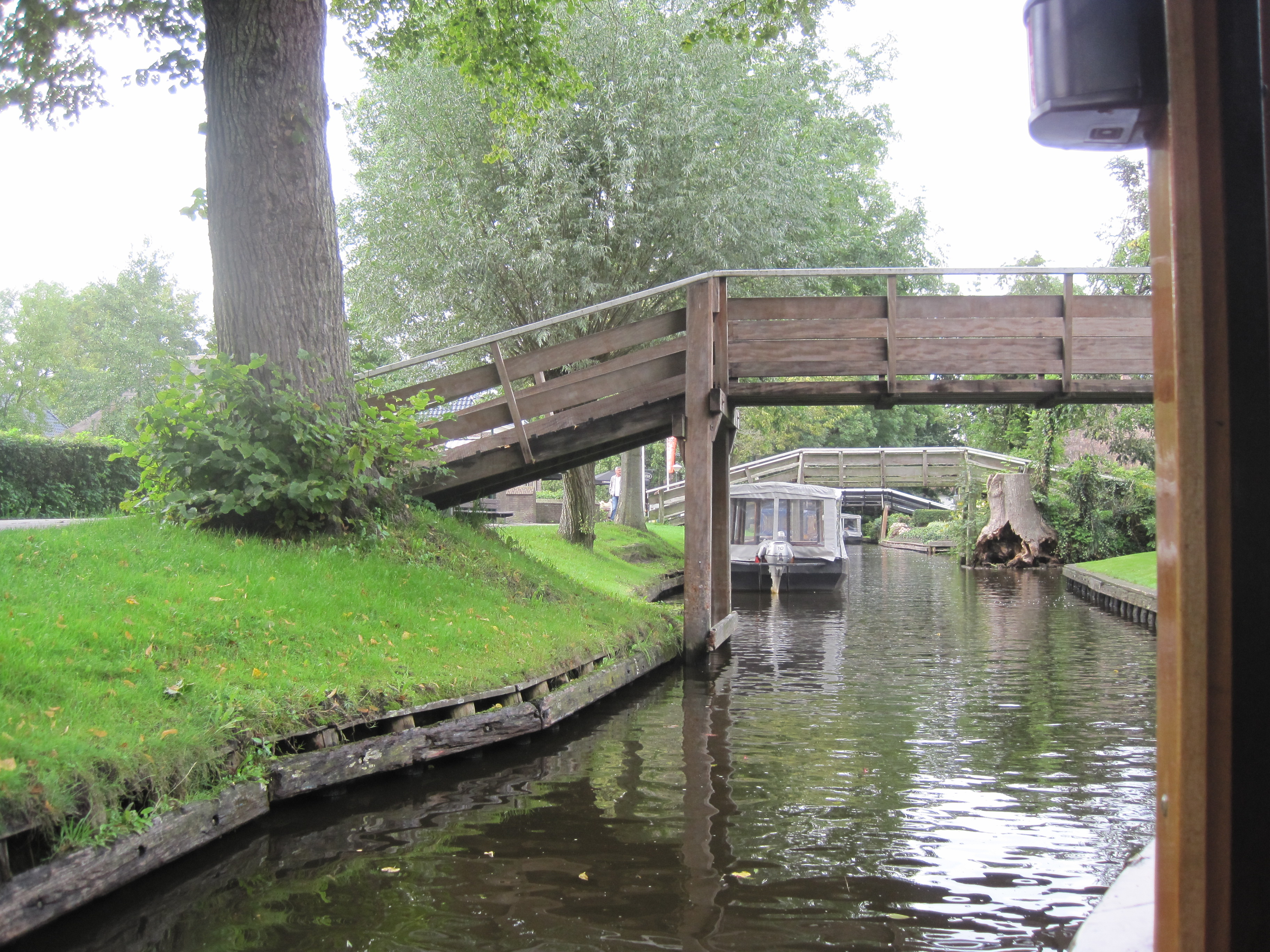
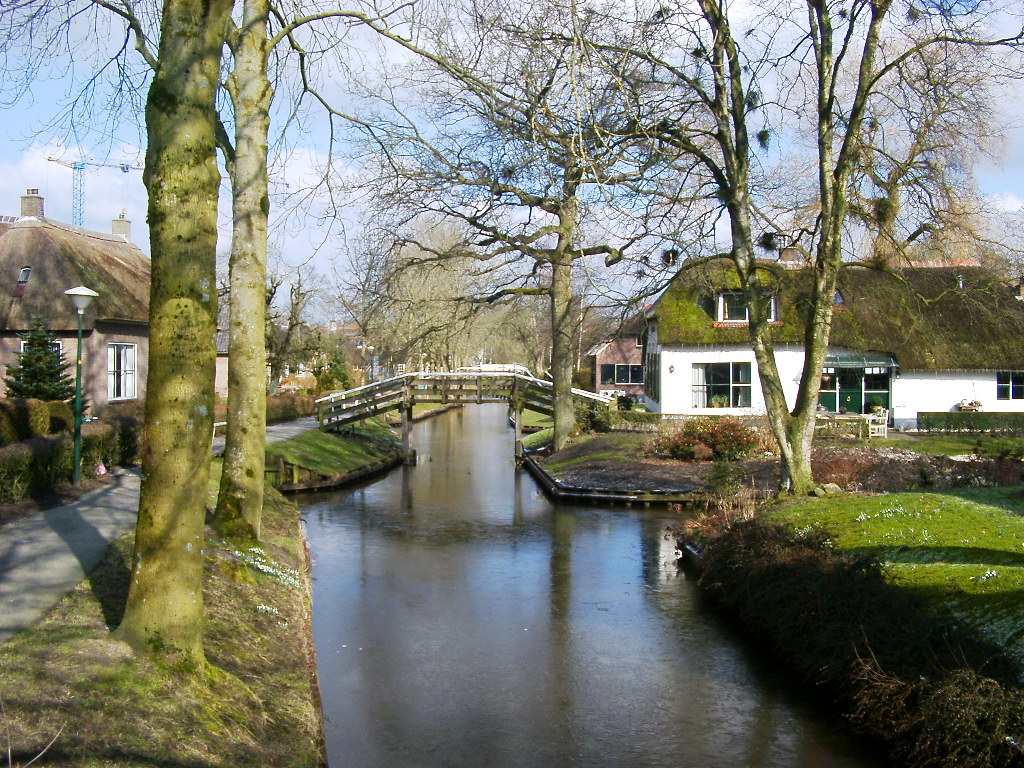
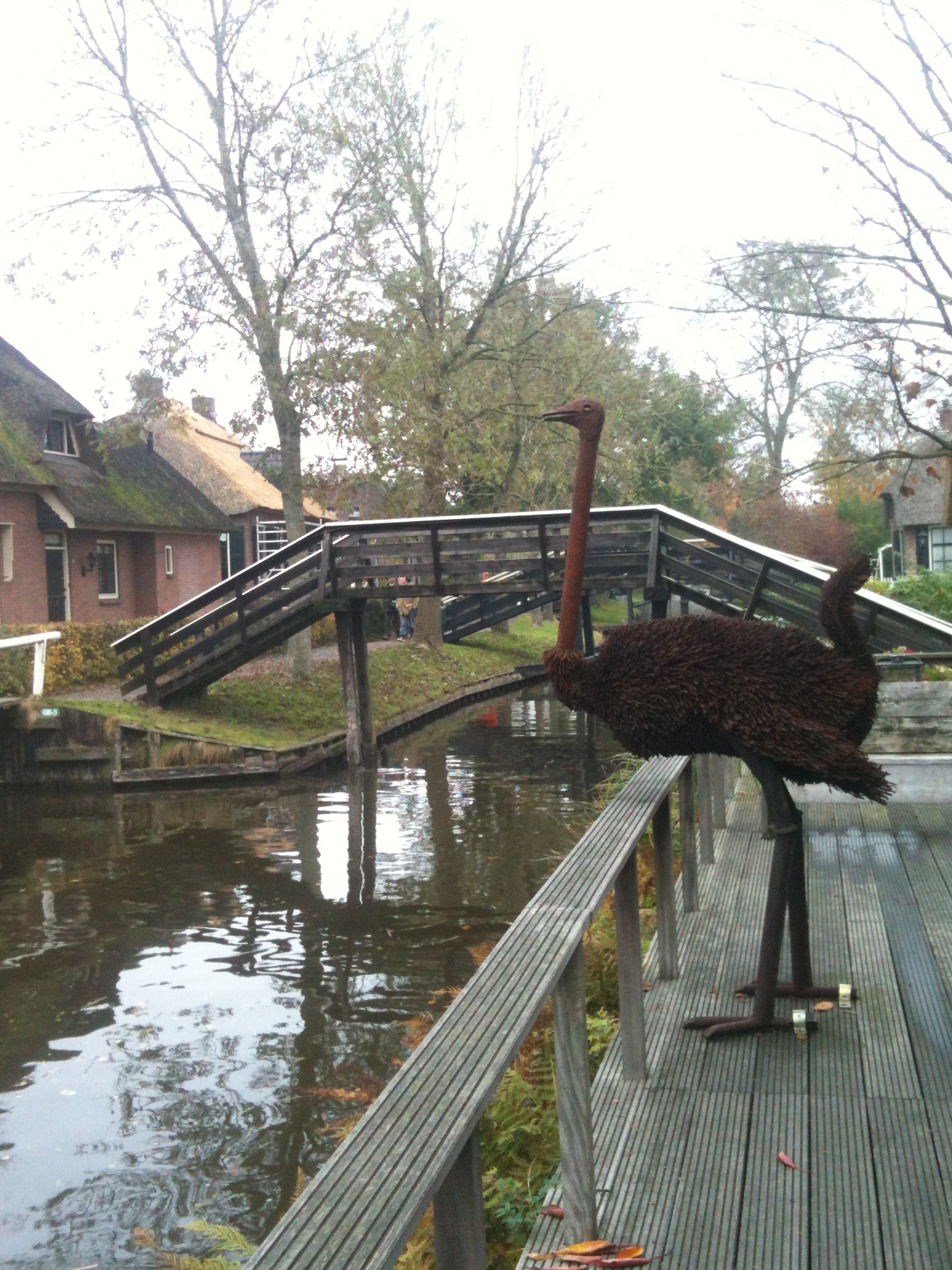
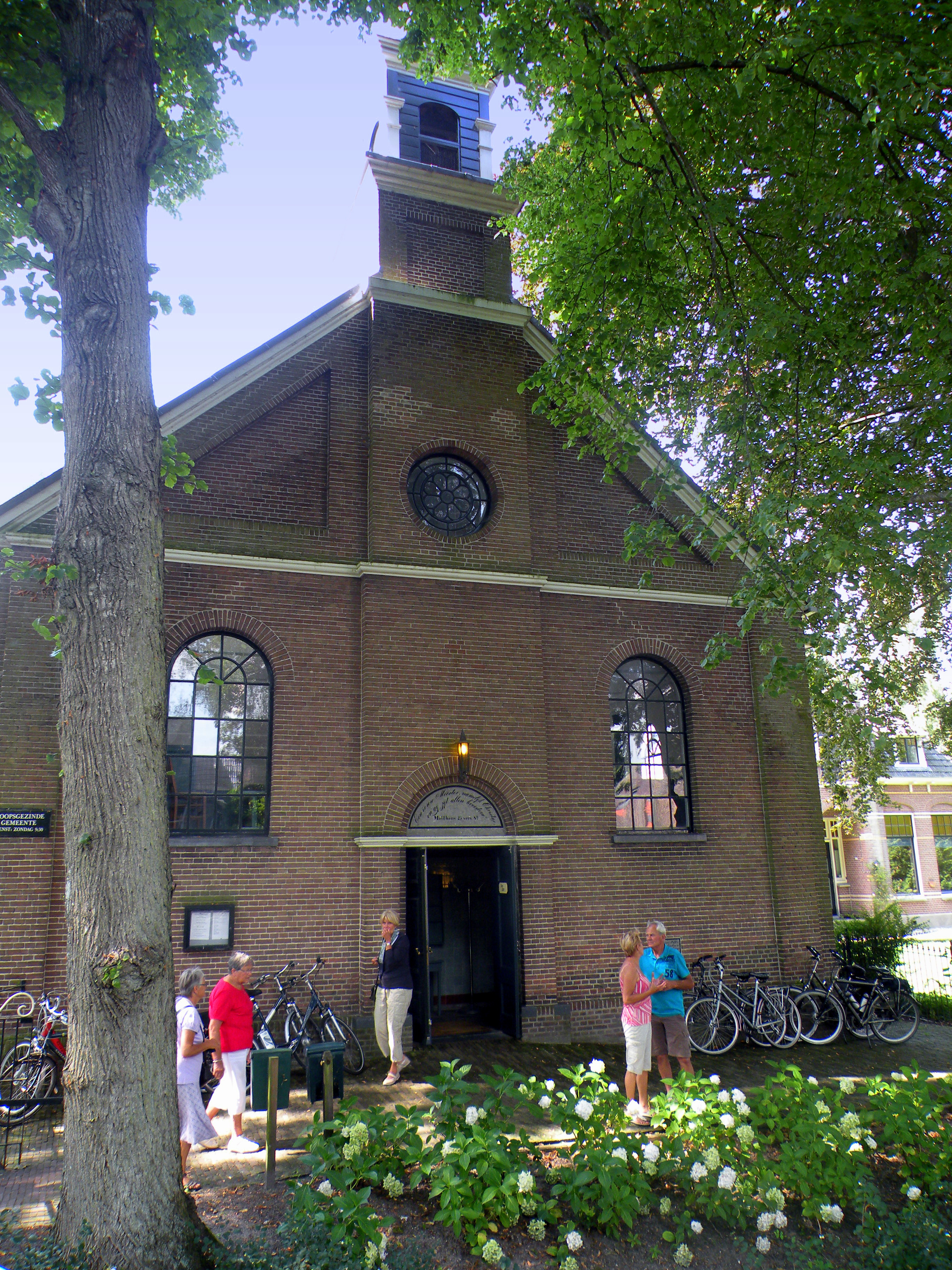